# Ceratozetes platyrhinus
Ceratozetes platyrhinus är en kvalsterart som beskrevs av Hammer 1958. Ceratozetes platyrhinus ingår i släktet Ceratozetes och familjen Ceratozetidae. Inga underarter finns listade i Catalogue of Life.